# Boeing B-47 Stratojet
Boeing B-47 Stratojet var ett jetdrivet bombflygplan kapabelt att flyga i hög underljudsfart. Den var i första hand konstruerad för att tränga in på Sovjetunionens territorium. Dess konstruktion var betydelsefull för utvecklingen av moderna jetdrivna trafikflygplan. Trots att den aldrig kom att delta i någon viktigare stridsinsats, var modellen en av de viktigare för det amerikanska flygvapnets strategiska slagstyrka under 1950-talet.

## Historik

### Utveckling och konstruktion
B-47 växte fram från ett önskemål från US Army Air Force år 1943 om ett jetdrivet bomb- och spaningsflygplan, vilket resulterade i en formell förfrågan följande år. Förfrågan angav ett hastighetskrav på 800 km/h eller mer, en räckvidd på 5 600 kilometer och en max flyghöjd på 12 200 meter. Man ville vidare att General Electrics turbojetmotor TG-180, som då fortfarande var under framtagning, skulle användas.

#### Model 424
North American, Convair och Boeing inkom med konstruktionsförslag. Det första förslaget från Boeing, Model 424 var i grunden en nedskalad version av Boeings propellerdrivna bombflygplan B-29, försedd med fyra jetmotorer. National Advisory Committee for Aeronautics (NACA, föregångaren till NASA) genomförde vindtunnelprov på kompositmodeller av tillverkarnas konstruktioner. De tre inlämnade förslagen liknade i stort varandra.
Vid denna tidpunkt gick andra världskriget i Europa mot sitt slut. General Henry Arnold, chef för USAAF bad den berömde expatrierade ungerske aerodynamikern Theodore von Kármán vid California Institute of Technology att sätta samman en kommitté bestående av amerikanska vetenskapsmän, i syfte att resa till Europa och utvärdera konfiskerad tysk teknik.
Följden av detta blev the Scientific Advisory Group. En av dess medlemmar var Boeings chefsaerodynamiker George Schairer. Under besöket i Tyskland utvärderade Schairer data beslagtagen hos tyska flygplanstillverkare rörande fördelarna med bakåtsvepta vingar och övertygades om detta slags konstruktioner så pass, att han i maj 1945 skrev ett brev till Boeings ledning, där han föreslog att frågan skulle utredas.
Under tiden hade USAAF givit utvecklingskontrakt till alla tre flygplanstillverkarna för att arbeta med jetbombarprojektet, liksom till Glenn Martin Company som beslutat för att gå med i tävlingen. Alla de konkurrerande bombplanen, innefattande North American B-45, Convair XB-46 och Martin XB-48 kom att få konventionella, raka vingar med fyra till sex motorer och saknade prestanda hos B-47 med bakåtsvepta vingar.

#### Model 432
NACA:s vindtunnelsprov visade att modellen led av stort luftmotstånd. Boeings konstruktörer provade då en reviderad konstruktion, Model 432, med de fyra motorerna dolda i främre delen av flygplanskroppen, men även om detta innebar vissa strukturella fördelar, hade det endast liten effekt på luftmotståndet. Då prövade Boeings ingenjörer med de tyska idéerna om bakåtsvepta vingar. En smula konstruktionsarbete från Boeings aerodynamiker Vic Ganzer ledde fram till att den optimala svepvinkeln låg vid 35°.

#### Model 448
Boeing modifierade Model 432-konstruktionen med bakåtsvepta vingar och stjärtparti, vilket resulterade i Model 448, vilken presenterades för USAAF i september 1946. Model 448 behöll de fyra TG-180-motorerna inuti den främre delen av kroppen samt, efter utredningar av projektledaren George Martin, lade till ytterligare två TG-180 dolda i den bakre delen av kroppen för att åstadkomma längre räckvidd och prestanda.
Boieng presenterade Model 448 för USAAF, endast för att omedelbart få den avvisad. Air Force tyckte mycket illa om tanken på att motorerna skulle placeras inuti flygplanskroppen, eftersom detta innebar att motorbrand eller explosion fick katastrofala följder. Man var tvungna att åter flytta motorerna tillbaka till vingarna.

#### Model 450
Detta gjorde att man var tillbaka där man började ifråga om luftmotståndsproblemet, men konstruktionslaget kom fram till en ren, elegant lösning, med motorerna i strömlinjeformade kåpor fästa vid vingarna. Denna innovation ledde fram till nästa konstruktionssteg, Model 450, vilket innehöll två TG-180:or i en och samma kåpa monterad på pyloner omkring två tredjedels väg ut på varje vinge, samt ytterligare en motor vid vingspetsarna.
Air Force tyckte om den nya konfigurationen, så arbetslaget på Boeing fortsatte att förbättra det. Ett problem var frågan om landställ. Det fanns inte utrymme nog för landsställ i de tunna vingarna och att försöka passa in konventionella nosställ inuti flygkroppen skulle ha förstört planets strömlinjeform och försämrat dess prestanda. Vidare insisterade nu USAAF med att flygplanet skulle klara av att bära en atombomb. Eftersom detta slags vapen var mycket stora vid denna tidpunkt, innebar det ett avlångt bomblastrum, vilket ytterligare begränsade utrymmet för landställ. Lösningen blev en "tvåhjulig" landställslösning, med de två huvudlandställsuppsättningarna arrangerade i rad, inte sida vid sida. Utriggarlandställ skulle monteras i de inre motorkåporna. Detta koncept hade redan utprovats på en modifierad B-26 Marauder.
Men det visade sig dock att tvåhjuliga landställ gjorde det svårt för piloten att höja flygplanets nos vid starterna. Återigen fann man en enkel lösning: Landställen ritades om så att flygplanet intog ett läge med nosen upp redan från början. Denna lilla förändring fick mycket tillfredsställande resultat på flygplanet som redan var mycket elegant och gav maskinen intrycket av att vara färdigt att kasta sig upp i luften redan då det stod still på marken. Det gjordes även vissa andra förändringar i konstruktionen, som förlängda vingspetsar för att förbättra räckvidden. Detta fick effekten att förflytta de yttre motorerna från sitt läge vid vingspetsarna till att placeras under vingarna i deras yttre del.
USAAF var mycket nöjda med den förbättrade konstruktionen hos Model 450 och i april 1947 beställde flygvapnet två prototyper, som skulle kallas XB-47. Monteringen började i juni. Personerna som varit inblandade i projektet var mycket nöjda då de ansåg sig (vilket skulle komma att visa sig korrekt) att de arbetade med ett genombrott ifråga om flygplanskonstruktion. Men det rådde dock ett utspritt ointresse för maskinen bland övriga delar hos Boeing. Bilder från när planet för första gången rullade ut visar att endast ett hundratal personer såg på.
Planet hade fått namnet Stratojet, men detta smeknamn användes sällan. Detta bombplan fick aldrig något smeknamn som fastnade under hela dess historia.
Prototypen XB-47 flög första gången den 17 december 1947, med testpiloterna Robert Robbins och Scott Osler vid spakarna. Flygplanet flög från Boeing Field i Seattle till Moses Lake Airfield i centrala Washington, en flygtur som varade 52 minuter. Inga allvarliga incidenter inträffade, förutom att Robbins tvingades att dra in flapsen med nödhydrauliksystemet och att brandvarningslamporna för motorerna tändes flera gången, eftersom tekniken hos sensorerna var mycket opålitliga vid denna tid. Robbins rapporterade att flygplanets flygegenskaper var goda.

### Operativ historia
Då B-47 började levereras till US Air Force satte den med sin snabbhet under sin första tid många nya rekord. Flygplanet manövrerade väl och var lättfluget, med känslan hos ett jaktplan i kontrollerna. Den stora glaskåpan över förarplatserna förhöjde känslan av jaktplan hos det stora planet, även om den kunde göra att cockpit kändes som en bastu under soliga dagar, medan navigatören framme i nosen skakade av köld.
Det dröjde dock ända till 1953 innan US Air Force fick B-47 i operativt skick. Det stora flygplanet var långsamt vid start och alldeles för snabbt vid landning — en mycket olycklig kombination. Vidare, om piloten satte ner maskinen i fel vinkel på landställen, kom den i en framåt-bakåtgående, vaggande rörelse (engelska porpoise). Om då piloten inte drog på motorerna och utförde en go-around, ledde instabiliteten snabbt till att bombplanet välte över ena vingen och rullade över på rygg tills det totalhavererade.
Förbättrad utbildning ledde till att man uppnådde god säkerhet. Arbetsbelastningen på besättningen var hög med endast tre besättningsmedlemmar för att hålla B-47 i luften. Boeing B-52 Stratofortress hade som jämförelse i allmänhet sex mans besättning, som dessutom hade mer yta till sitt förfogande.
B-47:s tillförlitlighet och tjänstgöringsgrad ansågs hög. Det enda stora problemet var att de elektroniska systemen inte var särskilt tillförlitliga. Mycket arbete lades ner för att förbättra tillförlitligheten hos elektroniken, men den förblev en källa för huvudvärk hos underhållsfolket under hela B-47:s operativa livstid.
Ett flertal B-47-modeller, med början år 1950 försågs med ett säkerhetssystem i bränsletankarna [engelska fuel tank inerting system), i vilka torris omvandlades till koldioxidångor då bränslepumparna var igång eller under lufttankning. Koldioxiden pumpades in i bränsletankarna och resten av bränslesystemet, för att tillförsäkra en låg andel syre i bränslesystemet, vilket reducerade risken för explosion under flygning. Tio koldioxidtankar och -värmare ingick i systemet. Systemet installerades huvudsakligen för att minska risken för statiskt elektriska urladdningar skulle uppstå under lufttankning.
År 1956 hade US Air Force 28 förband med B-47 bombplan och 5 förband med RB-47 spaningsplan. Bombplanen utgjorde första linjen i USA:s strategiska kärnvapenavskräckning, ofta opererande från framskjutna baser i Storbritannien, Marocko, Spanien, Alaska och Guam. B-47 stod ofta på "en tredjedels" beredskap, med en tredjedel av alla operativt tillgängliga flygplan beredda på startbanan, tankade och lastade med kärnvapen, besättningarna i beredskapsläge, beredda att starta för att utföra anfall utan vidare förvarning mot Sovjetunionen.
Besättningarna övade att utföra minimum interval take-offs (MITO), där ett bombplan startade efter det föregående med så lite som 15 sekunders mellanrum, för att få upp planen i luften så snabbt som möjligt. MITO kunde vara mycket riskfyllt, eftersom bombplanen efterlämnade turbulens och med vatten-metanolinsprutning, tjock svart rök som förblindade piloterna i de efterföljande planen.
B-47-bombplanen utförde bevisligen övningsuppdrag där de trängde in över sovjetiskt luftrum i stort antal. Fakta kring dessa uppdrag förblir alltjämt kontroversiella, eftersom somliga hävdar att Curtis LeMay beordrade dem utan presidentens vetskap eller godkännande.
B-47 skulle komma att utgöra ryggraden i Strategic Air Command, SAC fram till 1959 då B-52 började ta över och B-47-förbanden började dras tillbaka. Tillverkningen av B-47 hade upphört 1957, även om modifieringar och ombyggnader fortsatte efter detta år.
Operativ flygträning för B-47-operationer under denna period innefattade höghöjdsbombning och låghöjdsanfall, vilka bedömdes mer sannolikt kunna tränga igenom det sovjetiska försvaret. Bombplansbesättningar övade pop-up-anfall, där de kom in på låg höjd (i 425 knop eller 788 km/h), för att därpå stiga hastigt då de närmade sig målet, innan de släppte kärnvapnet, samt den liknande "kastbombningsproceduren", då flygplanet släppte bomben under stigning och därpå rollade iväg för att lämna målområdet innan bomben föll ner och detonerade.
Dock ledde påfrestningen vid manövrer på låg höjd till ett stort antal haverier, och ett omfattande ombyggnadsprogram inleddes år 1958 för att förstärka vingfästena. Programmet kallades "Milk Bottle" (sv. mjölkflaska), efter de stora fästpinnar som ersattes i vingrötterna.
De enda B-47 som fick uppleva något som liknade luftstrider var spaningsvarianternerna. De opererade från i stort sett varje flygfält som gav dem tillträde till sovjetiskt territorium och de trängde ofta in på sovjetiskt luftrum och vid ett flertal tillfällen fann sig B-47-piloter i situationer där i huvudsak fart och undanmanövrar under reträtt räddade dem. Åtminstone fem av dessa flygplan besköts och tre av dem sköts ner. B-47 sköt tillbaka med sina aktre kanontorn, även om det är osäkert om de träffade, men i alla händelser var detta den enda verkanseld som avfyrades från B-47. Dessa uppdrag blev ogenomförbara då Sovjet tog överljudsplanet MiG-19 i bruk (ett plan som hade liknande prestanda som US Air Forces F-100).
Den slutliga utfasningen av B-47 bombarförband inleddes 1963 och de sista bombplanen togs ur tjänst 1965. Det allra sista planet i US Air Force ställdes på backen 1969. US Navy behöll specialiserade testflygplan i oregelbunden tjänstgöring fram till 1976. Den sista registrerade flygningen med B-47 skedde den 17 juni 1976, då en B-47E flögs från Naval Air Weapons Station China Lake, Kalifornien, till Castle Air Force Base, Kalifornien för att ställas ut på dess flygmuseum. Det finns åtminstone 15 exemplar av B-47 som har överlevt som statiska utställningsföremål, men inget flygande exemplar.

## Versioner och konstruktionssteg

### XB-47/B-47A
XB-47 var ett attraktivt "Buck Rogers"-flygplan. Dess 35 grader bakåtsvepta vingar var monterade i flygplanskroppens axelhöjd, med de två parmonterade turbojetmotorerna inpassade i mycket smala inkapslingar och de yttre motorerna tätt under och nära vingspetsarna. Med undantag från att man ändrade den axelmonterade vingkonfigurationen till en där vingarna satt ens med flygplanets bukparti, kom man att använda en liknande konstruktion för de flesta av framtidens trafikflygplan, med motorerna under vingarna, monterade på pyloner.
Vingarnas yta var elva gånger så stor som deras tjocklek. Denna ovanliga tunnhet ("torra" vingar, det vill säga utan bränsletankar) var nödvändig för att uppnå hög hastighet (0,86 Mach), men vingarnas flexibilitet var ett problem. De kunde böja sig så mycket som 1,5 m upp eller ner och stora ansträngningar gjordes för att tillförsäkra att planet behöll styrförmågan när vingen rörde sig. Som det visade sig var det mesta av denna oro ogrundad. Vingarnas rörelser begränsade flyghastigheten i trädtoppshöjd till 425 knop (790 km/h) för att undvika att kontrollernas funktion kastades om. Vingarna försågs med Fowlervingklaffar som sträckte sig långt bakom vingens bakkant, för att förbättra lyftkraften vid flygning i låga farter.
Landställskonstruktionen, som avgjordes genom att vingarna var så tunna, utgjordes av ett par stora hjul för och akter om bombrummet, samt små utriggarhjul under de inre motorparen.
Model 450:s prestanda ansågs bli så goda att bombplanet skulle komma att bli lika snabbt som jaktplanen, så den enda försvarsbeväpningen var ett stjärtmonterat kanontorn med två Browningkulsprutor av kaliber .50, vilka i princip skulle riktas och avfyras av ett automatiskt eldgivningssystem. De två XB-47 utrustades aldrig med dessa aktre kanontorn, eftersom de var konstruktions- och flygprovsexemplar och prototyperna aldrig utrustades med någon beväpning över huvud taget.
Bränslekapaciteten var hela 17 000 US Gallon (64 400 liter), jämfört med 5 000 US Gallon (19 000 liter) i B-29. Det innebar att övervakning av bränsleförbrukningen ur vikt- och balanshänseende för att upprätthålla stabil tyngdpunkt under flygningens gång, blev en mycket viktig uppgift för andrepiloten.
Den första prototypen utrustades med General Electrics J35 turbojetmotorer, medan produktionsversionen hade TG-180-motorer på 3 970 lb (17,7 kN) dragkraft. De tidiga jetmotorerna utvecklade inte tillräcklig dragkraft vid låga farter, så för att hjälpa till vid starterna vid tung last, försågs prototyperna med 18 fastbränsleraketer (rocket-assisted take-off eller RATO) med 1 000 lb. (4,4 kN) dragkraft vardera. Nio sådana enheter byggdes in på varsin sida om den nedre aktre delen av flygplanskroppen, arrangerade i tre rader med tre tuber vardera.
Ett närbesläktat problem uppstod då effekten hos flygplanets motorer drogs ner under inflygning och landning. Eftersom det kunde ta så lång tid som 20 sekunder att få dem upp på full effekt, var det svårt att med flygplanet göra en "touch-and-go". En liten "landningsskärm" gav tillräcklig fartminskning för att motorerna skulle kunna gå på tillräckligt varvtal under inflygningen för att kunna varvas upp till medeleffekt. En typisk övningsuppgift var att flyga runt en timme i landningsvarv med denna landningsskärm ute.
Flygplanets flygegenskaper var så goda att snabb dykning (penetration) från hög marschhöjd till landningsvarv krävde att man fällde ut det aktre landstället.
XB-47 var konstruerat för en besättning på tre personer i den framöver belägna tryckkabinen: En förste- och andrepilot i den avlånga jaktplansliknande kåpan, samt en navigatör i nosen. Andrepiloten tjänstgjorde även som stjärtskytt och navigatören som bombfällare. Kåpan över piloterna kunde skjutas tillbaka, men eftersom cockpiten var högt belägen då planet stod på marken, var besättningens in- och utgång genom en dörr med stege på nosens undersida.
Total bomblastskapacitet var 4,5 ton. Produktionsexemplaren var enligt den tidens standard, utrustade med avancerad elektronik för navigering, bombfällning, försvar och eldkontroll för kulsprutetornet.
Den andra XB-47-prototypen flög första gången den 21 juli 1948 och var utrustad med de mycket mer kraftfulla General Electric J47-GE-3-turbojetmotorerna på 23 kN dragkraft vardera. J47, eller TG-190 var omkonstruerade TG-180/J35. Det första prototypflygplanet försågs senare med dessa motorer.
Provflygningar av prototyperna utfördes synnerligen omsorgsfullt och metodiskt, eftersom flygplanets konstruktion var så nydanande i flera avseenden. Prototyperna led inledningsvis av Dutch roll, ett slags instabilitet som fick flygplanet att utföra allt större sicksacksrörelser i girplanet. Detta problem åtgärdades genom att man införde ett girplansdämparsystem (eng. yaw damper control system) som gav sidroderutslag automatiskt för att kompensera de slingrande rörelserna. Prototyperna hade en tendens att lyfta nosen och det löstes genom små styrfenor kallade vortex generators på vingarna vilka framkallade turbulens för att undvika att luftströmmarna lämnade vingytan.
Boeings testpilot Rob Robbins var från början skeptisk inställd till XB-47 och har sagt att han före första flygning "bad till Gud att han måtte hjälpa mig" igenom flygningen. Flygplanet var så okonventionellt att han helt enkelt inte visste om det skulle kunna flyga. Men Robbins insåg att detta var ett utmärkt flygplan.
Tidigt år 1948 skickade US Air Force (som blivit en egen vapengren 1947) upp ett följeplan från Muroc (numera Edwards Air Force Base) i Kalifornien för att hjälpa till att kalibrera bombplanets fartmätare. Robbins rapporterade senare:
"(Följeplanet) var ett Lockheed P-80 Shooting Star och det var Chuck Yeager som flög det. Chuck är en jäkligt skicklig pilot, men med en smula föraktfull inställning till bombplan och är en smula nedlåtande i förhållande till civila testpiloter. Nå, vi lyfte, steg till marschhöjd och kom upp någonstans inom fyra eller fem streck från fullt effektuttag.
Vid det tillfället anropade Chuck mig över radion och sa: 'Bob, vad sägs om en att vända 180 (grader)?' Jag tänkte: Tja, Chuck är klyftig, han vill helt enkelt hålla sig inom lagom avstånd från Moses Lake, han har inte lika mycket bränsle som jag har. Så jag gjorde helt om, lade mig i planflykt och såg mig om efter Chuck. Han var inte där. Till sist ropade jag över radion: 'Chuck, var är du?'
Han svarade, ganska generad: 'Jag kan inte hålla jämna steg med dig, Bob.' Således tvingades Chuck Yeager medge att han blivit frånflugen av en civil testpilot i ett bombplan! Det var inte dåligt!"
Yeager skulle komma att provflyga XB-47 senare under dess utvecklingsfas och skulle flera år senare anmärka att planet flög så rent att han hade problem med att få det att sätta sig på landningsbanan.
I mitten av 1948 hade Air Forces tävling om ett nytt bombplan avgjorts i första omgången, då North Americans XB-45 ställdes mot Convairs XB-46. North Americans konstruktion vann den ronden och som en tillfällig lösning beslöt flygvapnet att använda North Americans bombplan i liten skala som B-45 Tornado. Avsikten var att B-45 skulle tas ur produktion om någon av de återstående två konstruktionerna, Boeings XB-47 eller Martins XB-48, visade sig överlägsna.
XB-47 var ett flygplan med enorm potential, men ansågs ännu så exotiskt att många flygvapengeneraler inte tog det på allvar. I slutet av juli besökte flygvapengeneralen K.B. Wolfe, ansvarig för bombplansproduktionen, Boeing i Seattle och Boeings president Bill Allen föreslog att generalen skulle flyga med i en XB-47.
Wolfe tvekade, men Allen och andra lyckades övertyga honom och testpiloten Guy Townsend gav Wolfe en otrolig tur. Tidigt i augusti kontaktade Wolfe Boeing och sade, att flygvapnet ville lägga en order på ytterligare tio nya exemplar av Boeings nya jetbombplan. Man skrev ett formellt kontrakt om saken den 3 september 1948.
Dessa tio flygplan kallades B-47A och var endast avsedda för utvärdering. Det första exemplaret levererades i december 1950. Dess specifikationer var mycket lika dem hos de ursprungliga XB-47. De försågs med J47-GE-11-turbojetmotorer, vilka utvecklade samma dragkraft på 23 kN som de tidigare J47-GE-3 och de hade även de inbyggda RATO-kapslarna.
Fyra av B-47A-planen utrustades med bombfällnings- och navigationssystemet (BNS) K-2, en HD-21D-autopilot, en analog dator, radarsystemet APS-23 och ett Y-4- eller Y-4A-bombsikte. Två försågs med akterkulsprutstorn, varvid ett av dem använde ett Emerson A-2 eldgivningssystem (FCS) och det andra en tidig version av General Electrics A-5 FCS. De övriga åtta B-47A-planen saknade försvarsbeväpning. B-47A försågs även med katapultstolar. Piloten och andrepiloten sköt ut sig uppåt, medan navigatören sköts ut neråt. Minsta säkra höjd för utskjutning var omkring 500 fot (150 m).
Medan XB-47 hade byggts av Boeing i deras fabrik i Seattle, Washington, kom B-47A och de efterföljande B-47 versionerna att byggas i statligt ägda fabrikslokaler i Wichita, Kansas, där företaget tidigare byggt B-29. Flytten gjordes eftersom fabriken i Seattle hade fullt upp med att bygga KC-97 Stratofreighter och andra viktiga uppgifter.
De flesta B-47A utfasades ur tjänst tidigt under 1952, även om ett exemplar kom att utföra provflygningar för NACA under ytterligare några år. Under den tid som US Air Force hade B-47A i sin tjänst, kom det kalla kriget att eskalera till full styrka i och med att Koreakriget bröt ut i juni 1950. USAF:s Strategic Air Command (SAC) behövde effektiv kärnvapensavskräckning för att hålla Sovjetunionen i schack och B-47 Stratojet var ett utmärkt verktyg för den uppgiften och Boeing arbetade redan hårt med att bygga bombplan.

### B-47B
Efter en serie förberedande produktionskontrakt rörande B-47 under november 1949, redan innan B-47A:s första flygning, hade US Air Force beställt 87 B-47B-plan, den första helt operativa versionen av flygplanstypen. De första B-47VB-planen flög den 26 april 1951. Totalt byggdes 399, medräknat åtta som monterades av Lockheed och tio monterade av Douglas, av Boeing-tillverkade delar.

### Andra utvecklingsprojekt
- Boeing B-52 Stratofortress
- Boeing KC-135
- Boeing 707

### Jämförbara flygplan
- B-45 Tornado
- Convair XB-46
- Martin XB-48
- English Electric Canberra
- A-5 Vigilante
- Avro Vulcan
- P4M Mercator
- Tupolev Tu-16

### Namngivningsordning
- XB-44 - B-45 - XB-46 - B-47 - XB-48 - YB-49 - B-50